# 홍청파
홍청파(洪淸波, 일본식 이름: 고누마 기요모토(洪沼淸源), 1911년 ~ ?)는 일제강점기의 군인이다.

## 생애
1930년대에 만주국군에 입대했으며 만주국군 상사(하사관)와 소위로 복무했다. 1938년 11월 만주국군 훈춘국경감시대 반장으로 임명되었고 같은 해 12월 간도특설대 창설 기간요원으로 차출되었다.
1943년 9월 15일 항일 무장 세력 토벌에 협력한 공로를 인정받아 만주국 정부로부터 훈5위 경운장(景雲章)을 받았다. 1944년 5월부터 1945년 8월까지 간도특설대 정보반 부주임으로 복무하는 동안 열하성(러허 성), 하북성(허베이 성) 등에서 활동하던 항일 무장 세력에 대한 정보 수집과 토벌 활동에 적극 협력하는 한편 치안숙정 등의 명목으로 일어난 무고한 민중 살상 행위에 가담했다. 광복 이후에 펑톈(奉天, 봉천)에서 조선의용군에 잠입한 뒤 평양에 거주했다는 기록이 있을 뿐 그 이후의 행적에 대해서는 거의 알려져 있지 않다. 중국 공산당에서 발행한 문헌에서는 “엄중한 혈채(血債)가 있고 민분(民奮)이 극히 큰 역사반혁명분자”로 규정되어 있다.
민족문제연구소의 친일인명사전 수록자 명단의 군 부문과 친일반민족행위진상규명위원회가 발표한 친일반민족행위 705인 명단에 포함되었다.

## 참고 자료
- 친일반민족행위진상규명위원회 (2009). 〈홍청파〉. 《친일반민족행위진상규명 보고서 Ⅳ-19》. 서울. 800~816쪽.